# Équipe du Burundi de rugby à XV
L'équipe du Burundi de rugby à XV rassemble les meilleurs joueurs de rugby à XV du Burundi.
Elle est classée dans le groupe Development au 102e rang mondial.

## Palmarès

### Coupe d'Afrique
- 2003 : 4e de la poule sud
- 2004 : 5e de la poule sud
- 2005 : 4e de la poule sud
- 2006 : 2e poule sud A
- 2007 : forfait poule sud A
- 2008 : forfait
- 2009 : 2e de la division centre (3e division)
- 2010 : 2e de la poule centre
- 2011 : 2e de la poule sud
- 2012 : non disputée
- 2013 : 2e de la poule sud
- 2014 : vainqueur de la poule sud
- 2015 : forfait poule sud-est
- 2016 : 3e de la poule est